# Petitie-Soetardjo
De Petitie-Soetardjo was een petitie afkomstig van enkele progressieve Indonesiërs, die in 1936 werd ingediend bij de Volksraad van Nederlands-Indië. De naam van de petitie komt van de indiener ervan, Soetardjo Kartohadikoesoemo.
De petitie vroeg de Nederlandse regering en het Gouvernement in Batavia om een conferentie te organiseren die een plan zou moeten opstellen, om de kolonie Nederlands-Indië in een periode van tien jaar een zelfstandige plaats binnen het koninkrijk te doen krijgen. Dit zou moeten gebeuren binnen artikel 1 van de Nederlandse grondwet. 
De Volksraad nam de petitie aan, waarbij hij de uiterste termijn van tien jaar schrapte, en de Gouverneur-Generaal stuurde hem naar Den Haag. Maar de Nederlandse achtereenvolgende regeringen van Hendrikus Colijn was niet zo vooruitstrevend, en maakten geen haast met de behandeling. In het najaar van 1938 werd de petitie afgewezen, omdat volgens minister Welter Nederlands-Indië sinds 1922 geen kolonie meer was maar een "overzees gebiedsdeel". De werkelijke reden was dat men meende dat de Indonesiërs nog lang niet klaar waren voor zelfstandigheid, ook niet binnen een "Nederlands gemenebest". 
Deze klap in het gezicht van de nationalistische beweging van Indonesië leidde tot de oprichting van de GAPI in 1939, en de organisatie van het eerste Volkscongres in december van dat jaar.